# Mai 1901

## Événements
- 1er mai:
  - Algérie : fin de l'insurrection paysanne près de Blida.
  - Peinture: Paul Gauguin publie « Noa Noa » aux éditions La Plume, et achève les préparatifs de son déménagement aux îles Marquises.
  - littérature : parution à Paris de "La Vie des abeilles" du poète belge Maurice Maeterlinck.
- 2 mai, France :  
  - réception officielle du chimiste Marcellin Berthelot à l'Académie française.
  - retour de Picasso de Barcelone. Il est repéré par la police pour anarchisme.

- 5 mai, Autriche : l'Autrichien Otto Hieronimus gagne la troisième course de l'Exelbergrennen, près de la capitale Vienne, sur une automobile française De Dion-Bouton.
- 9 mai, Australie : inauguration du parlement australien à Melbourne.

- 11 mai : 
  - France : le républicain Raymond Poincaré, à Nancy, justifie son opposition au projet de loi sur les congrégations religieuses par son attachement à la liberté.
  - Norvège : la Chambre basse de Norvège adopte un projet admettant les femmes imposées pour un revenu d'au moins 300 couronnes au droit de vote dans les assemblées communales.
- 12 mai, France: fin de la grève des mineurs de Montceau-les-Mines, une des plus grandes grèves de l'histoire ouvrière française, 105 jours au total (depuis le 19 janvier).

- 13 mai, France : une fort séisme (intensité VII) est ressenti dans la Drôme, au sud de Crest dans les villages de Saou, Manas et Pont-de-Barret. Dégâts immobiliers moyens.

- 14 mai, France : création de la médaille du mérite indigène attribuée pour service rendu à la cause française par des « indigènes ».

- 16 mai : 
  - Vatican: le pape Léon XIII publie l'encyclique Gravissimas.
  - Cyclisme: victoire d'Edmond Jacquelin au Parc des Princes sur le sprinter Major Taylor. Ce dernier prendra sa revanche la semaine suivante et le 1 juin en battant Jacquelin deux fois.

- 20 mai, Japon : création du premier Parti Social-démocrate japonais, le « Shakai Minshuto ». Il rejette l’anarchisme et la violence et veut participer aux élections parlementaires.

- 22 mai : 
  - États-Unis : Tikhon, patriarche orthodoxe, bénit la pierre angulaire de la cathédrale Saint-Nicolas à New York.
  - Italie : Gaetano Bresci, anarchiste italo-américain, auteur de l'attentat contre le roi d'Italie Humbert Ier d'Italie est retrouvé « suicidé » dans sa cellule.

- 23 mai, France : début de l'affaire de la séquestrée de Poitiers. La police force la porte d’une maison bourgeoise de Poitiers et découvre dans l’obscurité une femme couchée sur un lit au milieu des immondices et de la vermine. André Gide, s’inspirera de cette histoire pour dénoncer l’atmosphère étouffante des familles bourgeoises, dans « Ne jugez pas ».
- 26 mai, France, politique: IIIe Congrès unitaire des organisations socialistes à Lyon.

- 28 mai, Perse : Mozaffar ed-Dinh Shah Kadjar accorde une concession au britannique William Knox D'Arcy pour rechercher du pétrole en Perse. La concession prévoit qu'il pourra exploiter, pendant 60 ans, tout le pétrole qu'il trouvera, contre le versement d'un droit de 20 000 livres sterling, des actions de sa future société (l'Anglo-Persian Oil Company) pour une somme équivalente, et 16 % des bénéfices éventuels[1].

- 29 mai : 
  - automobile: le Français Georges Teste gagne la deuxième course « Paris-Bordeaux » sur une De Dion-Bouton.
  - opéra: première à Dresde de l'opéra d'Ignacy Paderewski, "Manru".

- 30 mai :
  - France: arrivée de la reine Ranavalona III de Madagascar en exil à Paris.
  - Académie française: l'archéologue Melchior de Vogüé (1829-1916) est élu au fauteuil 18 en remplacement du duc Albert de Broglie.
  - Académie française: le poète et auteur dramatique Edmond Rostand (1868-1918) est élu au fauteuil 31 en remplacement d'Henri de Bornier
  - Opéra: première à Londres de "Much Ado About Nothing" de Charles Stanford.

## Naissances
- 2 mai : 
  - Chiyo Miyako, supercentenaire japonaise († 22 juillet 2018).
  - Willi Bredel, écrivain allemand († 27 octobre 1964)
- 3 mai : Gino Cervi, acteur italien († 3 janvier 1974).
- 6 mai : 
  - Albert Decaris, peintre français († 1er janvier 1988).
  - Philibert Parnasse, supercentenaire français († 24 octobre 2010).
- 7 mai : Gary Cooper, acteur américain(† 13 mai 1961).
- 9 mai : Boris Ephrussi, biologiste, académicien († 2 mai 1979).
- 17 mai : 
  - Romul Ladea, sculpteur roumain († 27 août 1970).
  - Werner Egk, compositeur allemand († 10 juillet 1983).
- 18 mai : Henri Sauguet, compositeur français († 22 juin 1989).
- 20 mai : 
  - Max Euwe, joueur d'échecs néerlandais († 26 novembre 1981).
  - Jaime Noaín, matador espagnol († 4 juillet 1973).
- 21 mai : Suzanne Lilar, écrivain belge († 11 décembre 1992).
- 27 mai : Carl Barks, dessinateur américain († 25 août 2000).
- 29 mai: 
  - Alfred Thimmesch, résistant français et juste parmi les nations († 8 juillet 1944).
  - Carlo Bronne, écrivain belge († 25 juillet 1987).

## Décès
- 4 mai : John Jones Ross, premier ministre du Québec (° 16 août 1831).
- 7 mai : George Edwin King, premier ministre du Nouveau-Brunswick (° 8 octobre 1839).
- 24 mai : Bienheureux Louis-Zéphirin Moreau, évêque de Saint-Hyacinthe ( ° 1er avril 1824).